# Mostela de panxa groga
La mostela de panxa groga (Mustela kathiah) és una espècie de mamífer de la família dels mustèlids. Viu a Bhutan, la Xina, l'Índia, Laos, Myanmar, el Nepal, el Pakistan, Tailàndia, el Vietnam i, possiblement, Taiwan.